# Española carablanca
La española cara blanca es una raza autóctona de gallina española, considerada como una de las razas más antiguas criadas en la zona mediterránea. Es el resultado de la selección de ejemplares de la gallina castellana negra (la más antigua de la península ibérica, y una de las primeras de Europa), desde la que los criadores consiguieron una larga y pendiente cara blanca, libre de arrugas.
Los británicos registran datos referidos a esta gallina desde 1572. Esta raza fue admitida en la Asociación de Avicultura Americana en 1874. Es originaria de España, desde donde se llevó al Caribe y de ahí al resto de América, En Sudamérica se hicieron populares durante el período colonial, donde se conocían como las aves de Sevilla.
No está incluida en el Catálogo Oficial de Razas de Ganado de España del Ministerio de Agricultura, Pesca y Alimentación, por lo que no tiene ningún reconocimiento oficial en España.

## Características
Es una gallina de talla mediana, más bien ligera correspondiendo al tipo mediterráneo, de apariencia general graciosa y elegante. Llama la atención el tamaño de sus orejillas blancas, color que se extiende por toda la cara. Tiene la cresta sencilla de cinco dientes y los tarsos de color azul pizarra.
El plumaje es negro, rico y brillante y cola larga. No es una gran ponedora. Huevos medianos con la cáscara blanca.